# M104 Wolverine
M104 «Волверін» (англ. M104 Wolverine) — броньована інженерна машина-танковий мостоукладальник виробництва США.

## Історія
З 1960-х років армія США використовувала в ролі мостоукладальника переобладнану низку варіантів конструкції, що базувались на танках M48 Patton/M60. Однак, з надходженням на озброєння новітнього танку M1 Abrams виявилось, що попередні версії значно поступаються нової бронетехніці за тактико-технічними характеристиками, в першу чергу ваговими та швидкісними. Вирішальним стало те, що M60 AVLB попросту не витримував вагу нового танку при подоланні ним перешкод.
У 1983 році в армії оголосили конкурс на нову броньовану інженерну машину-мостоукладальник, а в 1994 американська General Dynamics Land Systems та німецька MAN Mobile Bridges GmbH виграли контакт. У 1996 надійшов перший зразок, на якому почались випробування та тести. Перша модель надійшла у війська в 2003 році.

## Відео
- M104 Wolverine Armored Bridgelayer | Military-Today.com